# James Iha

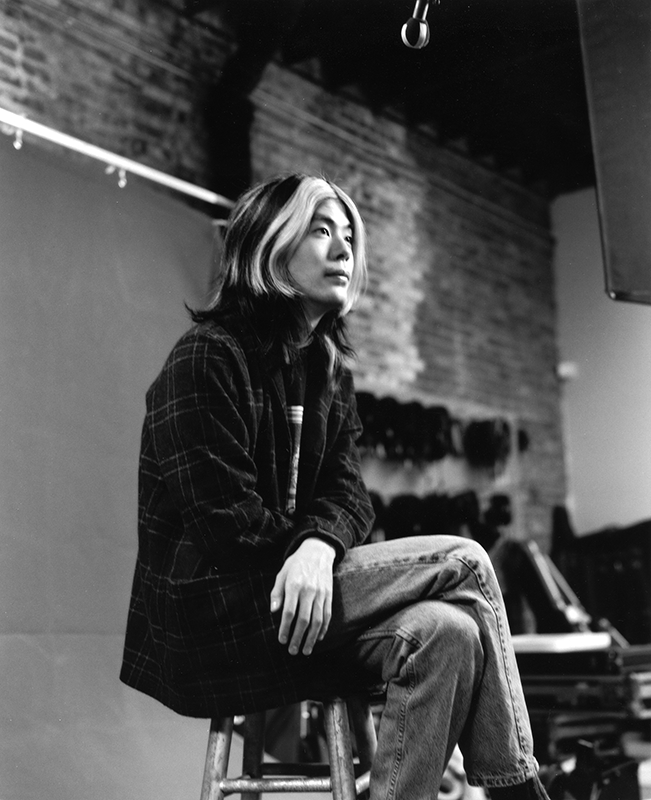
James Iha (1995)

James Yoshinobu Iha (* 26. März 1968 in Chicago, Illinois) ist ein US-amerikanischer Musiker. Bekannt wurde er als Mitglied der Alternative-Rock-Band The Smashing Pumpkins.

## Leben
Iha wurde als Sohn japanischer Einwanderer geboren und wuchs in einem Vorort von Chicago auf. Nach durchschnittlichen Schulnoten in der High School erreichte er gute Zensuren im Junior College und begann, an der Loyola University Chicago Grafikdesign zu studieren.
1988 gründete er zusammen mit Billy Corgan die Alternative-Rock-Band The Smashing Pumpkins und nahm die Position des Gitarristen ein. Um sich mit zunehmenden Erfolg ganz auf die Band konzentrieren zu können, brach er sein Studium ab. 2000 stieg Iha bei den Smashing Pumpkins aus.
Seit 2003 spielt er Gitarre bei A Perfect Circle.
Anfang 2018 kehrte Iha zu den Smashing Pumpkins zurück, sodass mit Corgan, dem Schlagzeuger Jimmy Chamberlin und ihm drei Viertel der Originalbesetzung wieder vereint sind.
Iha hatte Anfang der 1990er Jahre eine Beziehung mit D’arcy Wretzky, der damaligen Bassistin der Smashing Pumpkins, die jedoch während der Tournee zum Album Gish in die Brüche ging.
Iha lebt im Stadtteil Manhattan in New York City. Er besitzt zusammen mit Wretzky das Independent-Label Scratchie Records, Mitinhaber Adam Schlesinger verstarb im April 2020 an den Folgen einer SARS-CoV-2-Infektion.

## Stil
Ihas Intention war es bei seinem Solostart, ein nicht zu progressives, nicht zu intelligentes, nicht überladenes und nicht durch Lautstärke ablenkendes Album zu schaffen. Es sollte aufs Wesentliche beschränkt sein und viel Wärme ausstrahlen. Zu erwarten sei ein „Singer-Songwriter-Classic-Rock-Style“.
Der amerikanische Billboard bezeichnete das Ergebnis als „romantischen Gitarren-Pop“. Die deutsche MusikWoche machte bei der „grazile[n], beruhigende[n] Musik zum Zurücklehnen und Genießen“ als Hauptbestandteile Folk und Pop aus, im Verbund mit „dezenten Rockanleihen und vereinzelten Country-Einsprengseln“, während der britische Melody Maker das gesamte Album Country-durchsetzt („overall country feel“) empfand.
In der Infobox heißt es bei Allmusic in der Stil-Angabe noch Alternative Rock und Post-Grunge, doch in der Biografie wird bezüglich Let It Come Down ausdrücklich von einer Abkehr vom Alternative-Rock der Smashing Pumpkins gesprochen. Iha habe vielmehr mit „süßlicher Romantik und sonnigen Melodien“ eine Vorliebe für 1960er-beeinflussten Folk-Rock und 1970er Softrock durchscheinen lassen. Für Discogs schwankt der Stil des Debüts zwischen Alternative Rock und Softrock. Eindeutiger wird dort Look to the Sky eingeschätzt, nämlich als Alternative-Album. Die Single Speed of Love sei dagegen eine Mischung aus Pop, Folk, Weltmusik und Country.

## Diskografie

### Alben
- 1998: Let It Come Down (Album, Virgin Records)
- 2012: Look to the Sky (Album, EMI)

### Singles
- 1998: Be Strong Now (Single, Virgin Records)
- 1998: Jealousy (Promo-Single, Virgin Records)[14]
- 2006: In The Sun (mit Michael Stipe, Chris Martin & Joseph Arthur)
- 2009: Shine Your Light/You Can't Escape (mit Britta Phillips, Single, United Bamboo)
- 2012: Speed of Love (Single, The End Records)

Quelle:

### Soundtracks
- 2005 – Linda Linda Linda soundtrack (movie by Nobuhiro Yamashita)
- 2009 – Kakera: A Piece of Our Life (movie by Momoko Andô)

### Remixes
- 2004: A Perfect Circle – Blue
- 2005: Annie – Me Plus One (James Iha Remix)
- 2006: Stellastarr – Sweet Troubled Soul (James Iha Remix)
- 2006: Ladytron – Weekend (James Iha Mix)
- 2007: Midnight Movies – Patient Eye (James Iha Remix)
- 2008: Mighty Six Ninety – Mistakes Like These (James Iha Remix)
- 2009: Yeah Yeah Yeahs – Heads Will Roll (James Iha Remix)

Quelle:
Mit The Smashing Pumpkins
- 1991 – Gish
- 1993 – Siamese Dream
- 1994 – Pisces Iscariot
- 1995 – Mellon Collie and the Infinite Sadness
- 1998 – Adore
- 2000 – Machina/The Machines of God
- 2000 – Machina II/The Friends & Enemies of Modern Music
- 2018 – Shiny and Oh So Bright, Vol. 1 / LP: No Past. No Future. No Sun.

Mit A Perfect Circle
- 2004 – eMOTIVe
- 2004 – aMotion
- 2013 – Three Sixty
- 2018 – Eat The Elephant

(Kompilation)
Mit Whiskeytown
- 2001 – Pneumonia

Mit Vanessa and the O's
- 2003 – La Ballade d'O

Mit Tinted Windows
- 2009 – Tinted Windows